# Consiglio dipartimentale degli Hauts-de-Seine
Il Consiglio dipartimentale degli Hauts-de-Seine (in francese Conseil départemental des Hauts-de-Seine) è l'assemblea deliberativa del dipartimento francese degli Hauts-de-Seine.

## Competenze
Il Dipartimento esercita i poteri determinati dal codice generale delle collettività territoriali.
Questa collettività territoriale è amministrata dalla sua assemblea deliberativa, denominata consiglio dipartimentale dal 2015. L'assemblea dipartimentale elegge il suo presidente e i suoi vicepresidenti, nonché la commissione permanente. Attraverso le deliberazioni approvate, mette in esecuzione tutte le decisioni che riguardano l'ente locale, in particolare, determina le sue politiche pubbliche, vota il suo bilancio e le aliquote fiscali che riscuote.
Le competenze del dipartimento sono definite dal codice generale delle collettività territoriali e consistono essenzialmente nell'attuazione di "qualsiasi forma di assistenza o azione relativa alla prevenzione o alla gestione di situazioni di fragilità, allo sviluppo sociale, all'accoglienza dei minori e all'autonomia delle persone. Ad esso spetta Inoltre, facilitare l'accesso ai servizi pubblici di cui è responsabile.
Ha il compito di promuovere la solidarietà e la coesione territoriale all'interno del territorio dipartimentale, nel rispetto dell'integrità, dell'autonomia e delle responsabilità delle regioni e dei comuni".
Le politiche pubbliche del Dipartimento riguardano in particolare:
- Solidarietà
- Trasporti e strade dipartimentali
- Collège e istruzione
- Acqua e servizi igienici
- Transizione ecologica
- Cultura
- Sport
- Attrattività territoriale e innovazione